# 79th (métro de Chicago)
79th (anciennement 79th/State) est une station de la ligne rouge du métro de Chicago située dans la médiane de la Dan Ryan Expressway. La station se trouve dans le quartier de Chatham.

## Histoire
Comme les autres stations de la Dan Ryan Branch, elle a été construite par le cabinet d’architectes Skidmore, Owings & Merrill et a ouvert ses portes en 1969.
Dès son ouverture, 79th fut la deuxième station la plus fréquentée de la Dan Ryan Line (derrière le terminus de 95th/Dan Ryan), ceci impliqua que dès 1977 la station fut reconstruite afin d'en allonger la salle des guichets en surplombant le quai central. 79th fut également en 1980 la première station de la Dan Ryan Line à être équipée d'un ascenseur afin de la rendre accessible aux personnes à mobilité réduite. 
Lors de la grande rénovation de la Dan Ryan Branch, 79th fut mise à nu comme les autres stations, elle reçut une nouvelle signalétique intérieure et extérieure ainsi qu'un nouveau toit translucide sur la totalité de son quai. Elle fut ré-inaugurée le 28 décembre 2006.
Comme les autres stations de la Dan Ryan Branch, 79th est ouverte 24h/24 et 7 jours/7, 2 648 227 passagers y ont transité en 2008

## Les correspondances avec lebus
Avec les bus de la Chicago Transit Authority :
- #8A South Halsted
- #24 Wentworth
- #29 State
- #75 74th-75th
- #79 79th (Owl Service - Service de nuit)

## Dessertes
| Nord/Ouest            |  |             |  | Sud/Est                 |
| --------------------- |  | ----------- |  | ----------------------- |
| 69th vers Howard      |  | ligne rouge |  | 87th vers 95th/Dan Ryan |
| modifier sur Wikidata |  |             |  |                         |